# Rougon-Macquartowie

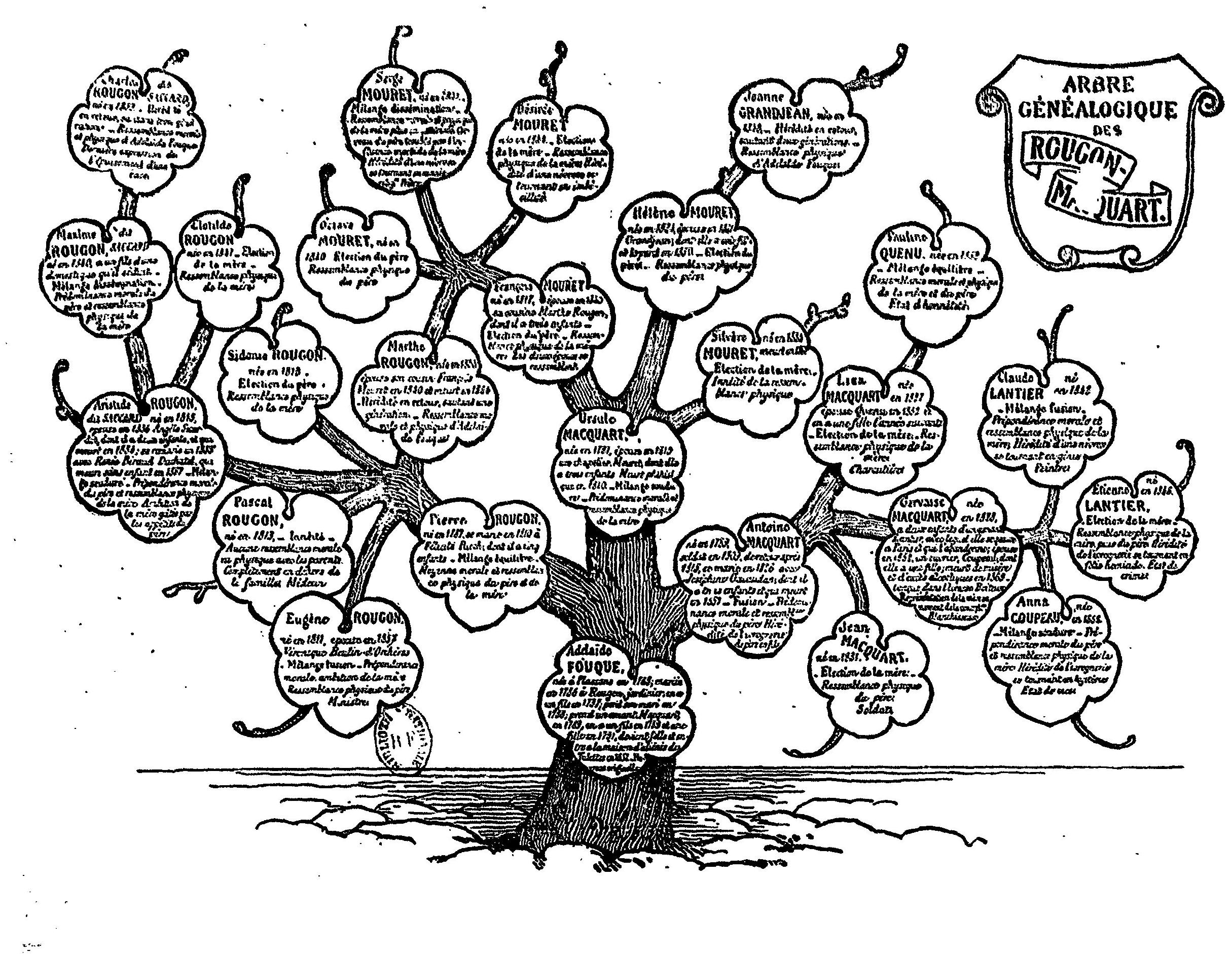
Drzewo genealogiczne Rougon-Macquartów

Rougon-Macquartowie (fr. Les Rougon-Macquart) – zbiorowy tytuł cyklu 20 powieści napisanych przez Emila Zolę opowiadających dzieje różnych członków rodziny Rougon-Macquartów w czasie II Republiki Francuskiej, w czasie zamachu stanu i od okresu Napoleona III do wojny prusko-francuskiej 1871 roku, która spowodowała upadek Cesarstwa. Kolejne powieści nie zawsze są uszeregowane chronologicznie, a czytanie ich poza kolejnością jest możliwe bez szkody dla zrozumienia całości, choć znajomość związków rodzinnych między bohaterami niewątpliwie wzbogaca lekturę.

## Cykl o dziedziczeniu
Emil Zola zamierzał uczynić Rougon-Macquartów nie tylko epickim opisem epoki Cesarstwa, ale i „dowodem” słuszności koncepcji naturalistycznej wizji człowieka, determinowanego zarówno przez środowisko, jak i w wielkim stopniu przez własne pochodzenie. Stąd do cyklu dołączone było drzewo genealogiczne z adnotacjami wskazującymi na charakter odziedziczonych przez każdą osobę cech, które następnie okazywały się decydujące o jej życiu. Naczelną cechą Rougon-Macquartów miała być dziedziczna choroba psychiczna, która zależnie od środowiska danego bohatera objawiała się w różny sposób – jej przejawem mogła być żądza wzbogacenia się (jak w przypadku Rougonów, drobnomieszczan, których środowisko uważa bogacenie się za cnotę), czy poważniejsze obsesje i patologie (u Macquartów, robotników, niemających większych perspektyw życiowych). Choroba psychiczna miała być dodatkowo intensyfikowana przez zawarte w rodzinie kazirodcze małżeństwo między Franciszkiem Mouretem i Martą Rougon (kuzynami w pierwszej linii) oraz przez alkoholizm (głównie linia Macquartów).
Wiadomo, iż koncepcję dziedziczenia Zola zaczerpnął z dwóch dzieł poświęconych tej tematyce: Wstępu do nauki medycyny eksperymentalnej Claude’a Bernarda oraz Traktatu o dziedziczeniu Prospera Lucasa. Ważną rolę odegrały też Psychologia namiętności Latourneau oraz elementy darwinizmu. Dziś gros tych teorii nie jest już brany poważnie. Współcześnie choroba większości bohaterów cyklu zostałaby zakwalifikowana jako zaburzenie obsesyjno-kompulsyjne.

## Panorama II Cesarstwa
Według słów samego autora, poważną inspiracją dla powstania luźno powiązanego ze sobą cyklu powieści była Komedia ludzka. Zola pragnął uczynić dla II Cesarstwa to samo, co Balzac uczynił dla monarchii lipcowej – zachować jej dokładny opis i analizę życia Francuzów wszystkich warstw społecznych. Cykl opiera się zresztą o szereg wydarzeń historycznych, których autor albo był świadkiem (jak Komuna Paryska), albo też studiował przy użyciu dostępnej literatury (jak zamach stanu Ludwika Napoleona). W odróżnieniu od Komedii ludzkiej, Rougon-Macquartowie naprawdę sięgają wszystkich sfer społecznych, od robotników po kręgi rządowe (u Balzaka proletariat jest faktycznie nieobecny).

## Pierwotne koncepcje cyklu
Pierwotny projekt autora zakładał napisanie dziewięciu tomów zatytułowanych Historia rodziny i poświęconej rodzinie, której założycielka przez dwóch mężów daje początek dwóm gałęziom – drobnomieszczańskiej i proletariackiej. Zola rozważał różne nazwiska: w jego notatkach, obok ostatecznie wybranej, pojawiają się wersje Rouchon-Sardat, Rougon-Chantegreuil, Rougon-Lantier, David-Moulinier, Rougon-Bergasse oraz Rougon-Mallasigne, a także kilka opcji nazwiska Mouret i Lantier. Zgodnie z metodą naturalistyczną, Zola przygotował też listę bohaterów, systematycznie rozbudowywaną, oraz wstępny szkic całego cyklu. Miał się on składać z następujących komponentów o jeszcze nieustalonej treści:
- Powieść o księżach (prowincja)
- Powieść „wojskowa” (Włochy)
- Powieść o sztuce (Paryż)
- Powieść o wielkiej przebudowie Paryża
- Powieść o sądownictwie (prowincja)
- Powieść o robotnikach (Paryż)
- Powieść o świecie elit władzy (Paryż)
- Powieść o handlu (Paryż)
- Powieść o parweniuszu
- Powieść rozpoczynająca cykl (prowincja)[8]

Koncepcja cyklu ulegała poważnym zmianom w czasie pisania: wybuch wojny francusko-pruskiej skłonił Zolę do przeniesienia powieści o wojsku właśnie w te czasy, zamiast w czasy kampanii we Włoszech. Niektóre utwory połączyły kilka tematów, jak Zdobycz, powieść o elitach i zarazem obraz przebudowy stolicy. Rozwijała się również kwestia bohaterów. W 1871 r., kiedy ukazały się już pierwsze dwie części, Zola sporządził jedynie pierwsze dwa pokolenia drzewa genealogicznego, które sukcesywnie rozwijał, opatrując każdą nową osobę komentarzem odnośnie do jej planowanych losów oraz „rodzaju dziedziczenia”, jaki miał wpływać na jej charakter (przewaga cech ojca, matki itp.).
W 1873 r. Zola opracował zmodyfikowany plan cyklu z adnotacjami odnośnie do bohaterów:
- Pochodzenie rodziny Rougon-Macquartów (opublikowane)
- Zdobycz (opublikowana)
- Brzuch – powieść o Lizie Macquart
- Grzech księdza Mouret – powieść o Sergiuszu i Dorocie Mouret
- Powieść polityczna – Eugeniusz Rougon
- Powieść o sztuce – Klaudiusz Lanter, syn Gerwazyny Macquart
- Powieść o rencie dożywotniej – Agata Mouret[10]
- Powieść o ludzie – Gerwazyna i jej dzieci
- Powieść o wojnie we Włoszech – Jan Macquart
- Powieść o wielkim handlu (magazyny) – Oktaw Mouret, powrót rodziny Mouretów
- Powieść o półświatku – Anna[11]
- Powieść o sądownictwie i kolejach – Stefan Lantier
- Powieść o upadku Cesarstwa – Arystydes, Eugeniusz Rougonowie
- Powieść o oblężeniu Paryża i Komunie Paryskiej – Maksym Rougon, trzecie pokolenie rodziny (nieustalone)
- Powieść o nauce – Pascal Rougon, synowie Maksyma Rougona[12], Piotr i Felicja Rougonowie, Klotylda Rougon, Antoni Macquart
- Powieść o małżeństwie Franciszka Moureta i Marty Rougon
- Powieść robotnicza.

W miarę pisania kolejnych powieści cykl ulegał jednak kolejnym zmianom.

## Utwory
W skład cyklu weszły ostatecznie następujące powieści (porządek chronologiczny publikacji oryginałów francuskich):
1. Pochodzenie rodziny Rougon-Macquartów (La Fortune des Rougon, 1871)
2. Zdobycz (La Curée, 1871–72)
3. Brzuch Paryża (Le Ventre de Paris, 1873);
4. Podbój miasta Plassans (La Conquête de Plassans, 1874)
5. Grzech księdza Mouret (La Faute de l’Abbé Mouret, 1875)
6. Jego ekscelencja Pan Minister Rougon (Son Excellence Eugène Rougon, 1876)
7. W matni (L’Assommoir, 1877)
8. Kartka miłości (Une Page d’amour, 1878)
9. Nana (Nana, 1880)
10. Kuchenne schody (Pot-Bouille, 1882)
11. Wszystko dla pań (Au Bonheur des Dames, 1883)
12. Radość życia (La Joie de vivre, 1884)
13. Germinal (Germinal, 1885)
14. Dzieło (L'Œuvre, 1886)
15. Ziemia (La Terre, 1887)
16. Marzenie (Le Rêve, 1888)
17. Bestia ludzka (La Bête humaine, 1890)
18. Pieniądz (L’Argent, 1891)
19. Klęska (La Débâcle, 1892)
20. Doktor Pascal (Le Docteur Pascal, 1893)

Poza powyższymi 20 tomami, wydanymi w języku polskim przez Państwowy Instytut Wydawniczy, opublikowano jeszcze dodatek do cyklu pt. Osoby cyklu Rougon-Macquart.